# Timoteu IV d'Alexandria
Timoteu IV d'Alexandria o Timoteu III per l'Església Copta que no reconeix com a patriarca a Timoteu Salofaciol, va ser patriarca d'Alexandria de l'any 517 al 535.
El seu mandat es va veure força alterat per les seves creences monofisistes. L'any 518 o potser el 519 va arribar a Alexandria Sever d'Antioquia fugint de la persecució que havia ordenat l'emperador Justí I el Vell. Timoteu i Sever van viatjar per pobles i ciutats del seu territori confirmant la fe monofisista.
Quan va pujar al tron Justinià I els monofisites van recuperar l'esperança, ja que si bé Justinià era seguidor del Concili de Calcedònia, la seva dona Teodora era monofisita. Per la seva influència Sever va poder tornar a Constantinoble. Allí es va trobar que Àntim, que acabava de ser nomenat patriarca de Constantinoble, era també monofisita. Amb dos patriarques monofisites (a Constantinoble i Alexandria) el partit ortodox es va alarmar. Àntim i Timoteu van ser deposats en els Concilis de Constantinoble i Jerusalem l'any 535. Timoteu va ser condemnat a l'exili, però el dia que havia de marxar els fidels s'hi van oposar, i les forces imperials van fer una gran matança. Tant Timoteu com Sever van marxar a l'exili. L'Església Ortodoxa Copta considera sant a Timoteu. Els monofisites es van separar de l'Església mentre diversos Sínodes i concilis declaraven heretge el monofisisme.